# Chris Chalk
Christopher Eugene Chalk (Asheville, Carolina del Norte, Estados Unidos; 7 de diciembre de 1977) es un actor estadounidense de cine, teatro y televisión.

## Carrera
Chalk es reconocido por interpretar al periodista Gary Cooper en The Newsroom, al marino Tom Walker en Homeland y al asesino Jody Adair en Justified. También ha registrado apariciones en múltiples episodios de Law & Order, en la película de 2013 12 Years a Slave y en la obra de teatro de Broadway Fences.

## Filmografía

### Cine
| Año  | Título                             | Papel        | Notas |
| ---- | ---------------------------------- | ------------ | ----- |
| 2005 | Rent                               |              |       |
| 2006 | The Architect                      |              |       |
| 2007 | Before the Devil Knows You're Dead |              |       |
| 2012 | Being Flynn                        | Ivan         |       |
| 2013 | 12 Years A Slave                   | Clemens      |       |
| 2013 | Burning Blue                       | Agente Jones |       |
| 2015 | Lila & Eve                         | Alonzo       |       |
| 2016 | Come and Find Me                   | Buck Cameron |       |
| 2017 | Detroit                            | Frank        |       |
| 2019 | The Red Sea Diving Resort          | Abdel Ahmed  |       |
| 2021 | Godzilla vs. Kong                  | Ben          |       |
| 2023 | All Dirt Roads Taste of Salt       | Isaiah       |       |

### Televisión
| Año     | Título                            | Papel          | Notas            |
| ------- | --------------------------------- | -------------- | ---------------- |
| 2006    | Rescue Me                         |                | 1 episodio       |
| 2009    | The Good Wife                     |                | 1 episodio       |
| 2009    | Law & Order: Special Victims Unit | Neal Douglas   | 1 episodio       |
| 2010    | Law & Order: Criminal Intent      | Austin Arvis   | 1 episodio       |
| 2011    | Person of Interest                | Lawrence Pope  | 1 episodio       |
| 2013    | Justified                         | Jody Adair     | 2 episodios      |
| 2011–13 | Homeland                          | Tom Walker     | 7 episodios      |
| 2014    | Sons of Anarchy                   | Flint          | 1 episodio       |
| 2012–14 | The Newsroom                      | Gary Cooper    | 24 episodios     |
| 2015–19 | Gotham                            | Lucius Fox     | 33 episodios     |
| 2015    | Complications                     | Darius Bishop  | 8 episodios      |
| 2016    | The Blacklist                     | John Addison   | 1 episodio       |
| 2016–17 | Underground                       | William Still  | 5 episodios      |
| 2019    | When They See Us                  | Yusuf Salaam   | Miniserie        |
| 2020    | Perry Mason                       | Paul Drake     | Papel recurrente |
| 2025    | It: bienvenidos a Derry           | Dick Hallorann | Papel principal  |